# ماركوس غروس
ماركوس غروس (بالألمانية: Marcus Groß)‏ هو كاياكير ألماني، ولد في 28 سبتمبر 1989 في غورليتس في ألمانيا.

## وصلات خارجية
- ماركوس غروس على موقع الاتحاد الدولي للكانو (الإنجليزية)
- ماركوس غروس على موقع أوليمبيديا (الإنجليزية)
- ماركوس غروس على موقع اللجنة الأولمبية الألمانية (الألمانية)